# Aegista
Aegista é um género de gastrópode  da família Bradybaenidae.

## Espécies
Este género contém as seguintes espécies:
- Aegista accrescens
- Aegista aemula
- Aegista aperta
- Aegista araneaetela
- Aegista aubryana
- Aegista awajiensis
- Aegista bonnieri
- Aegista chinensis
- Aegista chondroderma
- Aegista conomphala
- Aegista coudeini (Bavay & Dautzenberg, 1900)
- Aegista crassiuscula
- Aegista delectabilis
- Aegista diplogramme
- Aegista diversifamilia
- Aegista fausta Kuroda & Habe, 1951
- Aegista fauveli (Bavay & Dautzenberg, 1900)
- Aegista elegantissima
- Aegista friedeliana
- Aegista fulgens
- Aegista fulvicans
- Aegista gerlachi
- Aegista hachijoensis
- Aegista herpestes
- Aegista horrida
- Aegista inermis
- Aegista inexpectata
- Aegista inornata
- Aegista inrinensis
- Aegista intonsa
- Aegista kiusiuensis
- Aegista kobensis
- Aegista lautsi
- Aegista lepidophora
- Aegista marginata
- Aegista martensiana
- Aegista mimula
- Aegista minima
- Aegista oculus
- Aegista omiensis
- Aegista packhaensis
- Aegista pannosa
- Aegista permellita
- Aegista perplexa
- Aegista platyomphala
- Aegista radleyi
- Aegista scepasma
- Aegista serpestes
- Aegista shikokuensis
- Aegista squarrosa
- Aegista subchinensis
- Aegista subinflexa
- Aegista tapeina
- Aegista tokunoshimana
- Aegista tokyoensis
- Aegista trichotropis
- Aegista trochula
- Aegista vermis
- Aegista visayana
- Aegista vulgivaga